# Síndrome de enclaustramiento
El síndrome de enclaustramiento (locked-in syndrome del inglés) se debe a una lesión en el tallo cerebral a nivel de la protuberancia anular. Es una enfermedad en la que el paciente está alerta y despierto pero no puede moverse o comunicarse verbalmente debido a una completa parálisis de casi todos los músculos voluntarios en el cuerpo excepto por los ojos. El síndrome de enclaustramiento total es una versión donde además hay oftalmoplejía (parálisis ocular). El término para esta dolencia fue acuñado por Fred Plum y Jerome Posner en 1966. Las causas pueden ser daño traumático del cerebro, enfermedad del sistema circulatorio, daño de las células nerviosas y sobredosis de medicamentos. El síndrome de enclaustramiento es conocido además como pseudocoma, desconexión cerebrobulboespinal, síndrome de cautiverio y síndrome protuberancial central.

## Presentación
El síndrome de enclaustramiento suele resultar en cuadriplejía y la incapacidad de hablar en individuos de otro modo cognitivamente intactos. Aquellos con síndrome de enclaustramiento pueden llegar a ser capaces de comunicarse con las demás personas a través de mensajes codificados por el parpadeo y el mover de sus ojos, los cuales a menudo no son afectados por la parálisis. Los síntomas remedan a los de la parálisis fisiológica que se da al dormir (parálisis del sueño). Los pacientes que tienen síndrome de enclaustramiento están conscientes y alertas, con ninguna pérdida de función cognitiva. Ellos a veces pueden retener la propiocepción y la sensibilidad en toda la extensión de sus cuerpos. Algunos pacientes pueden incluso tener la habilidad de mover ciertos músculos faciales, y muy a menudo la musculatura extrínseca de los ojos. A los individuos con el síndrome les falta coordinación entre el respirar y la voz; esto les impide la emisión de sonidos voluntarios, aunque las cuerdas vocales no se hallan paralizadas.
El electroencefalograma (EEG) es normal en el síndrome de enclaustramiento.

## Causas

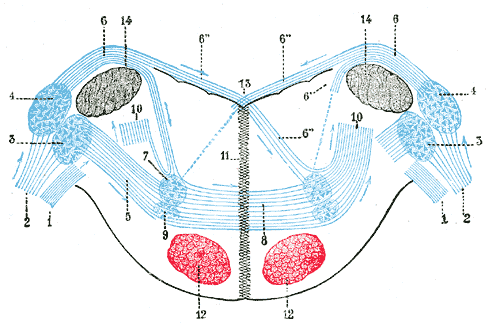
En niños, la causa más común es un ACV a nivel protuberancial.

A diferencia del estado vegetativo persistente, en el cual las porciones superiores del encéfalo están dañadas y las porciones inferiores están ilesas, el síndrome de enclaustramiento está causado por daño a porciones específicas del encéfalo inferior y tallo cerebral, con ningún daño al encéfalo superior. Las posibles causas del síndrome de enclaustramiento incluyen:
1. Lesión encefálica traumática
2. Enfermedades del sistema circulatorio
3. Sobredosis medicamentosa
4. Daño a las neuronas, particularmente destrucción de la vaina mielínica, causada por enfermedad (por ej., mielinolisis protuberanial central secundaria a corrección rápida de una hiponatremia)
5. Un ACV (accidente cerebrovascular) isquémico o hemorrágico, usualmente de la arteria basilar

## Tratamiento
Ningún tratamiento normatizado ni una cura se hallan disponibles. La estimulación de los reflejos musculares con electrodos (EEM) ha demostrado ayudar a los pacientes a recuperar algo de la función muscular. Otros métodos de tratamiento son a menudo sintomáticos. La tecnologías de interfaz computacional auxiliar, tales como Dasher y el rastreo ocular (eye tracking de los anglosajones), pueden llegar a usarse para ayudar a los pacientes a comunicarse.
Los nuevos mecanismos de interfaz cerebral directa pueden llegar a proveer futuras soluciones; una experiencia en 2002 permitió a un paciente totalmente enclaustrado responder a preguntas con "sí" o un "no". Algunos científicos han reportado que han desarrollado una técnica que permite a pacientes enclaustrados comunicarse vía ruidos de olfateo.

## Pronóstico
Muy raramente regresa alguna función motora significativa. La mayoría de los pacientes enclaustrados no recupera el control motor, pero se hallan disponibles artificios que ayudan a los pacientes a comunicarse. Dentro de los primeros cuatro meses después de instalarse los síntomas, el 90% de los pacientes con esta condición muere. Sin embargo, algunas personas con la condición continúan viviendo durante muchos años. Aunque extremadamente raro, algunos casos excepcionales como el de Kerry Pink, Gareth Shepherd, Jacob Haendel, Kate All at,Jennifer Vasquez y Jessica Wegbrans han demostrado que se puede lograr una recuperación casi total con fisioterapia intensiva.

## Casos notables
El síndrome de enclaustramiento afecta a alrededor del 1% de las personas que sufren un accidente cerebrovascular. Es una condición para la que no existe tratamiento ni cura, y es extremadamente raro que los pacientes recuperen funciones motoras significativas. Entre los pacientes más conocidos de síndrome de enclaustramiento se puede citar a Alberto Vega, Jean-Dominique Bauby, Rom Houben, Gary Parkinson, Martin Pistorius o Emily Willis. La fascinación que genera el síndrome de enclaustramiento ha hecho que sea un tema ampliamente tratado en la literatura, el cine, la televisión y los medios de comunicación.

### Casos en la literatura

#### El Conde de Montecristo
El personaje M. Noirtier de Villefort en la novela de Alejandro Dumas titulada El conde de Montecristo aparentemente sufre de síndrome de enclaustramiento. Se lo describe como un "cadáver con ojos vivos", que se comunica con movimientos oculares y expresiones. Su nieta Valentine lo ayuda a formar frases mediante el acto de recitar el alfabeto y recorrer páginas del diccionario con su dedo hasta el momento que él indique qué letras y palabras quiere.

#### La escafandra y la mariposa
Le Scaphandre et le Papillon, autobiografía del editor francés con síndrome de enclaustramiento Jean-Dominique Bauby, fue posteriormente llevada al cine por Julian Schnabel en 2007.

#### El último secreto
El personaje de Jean-Louis Martin, en la novela de ciencia ficción de Bernard Werber L'Ultime Secret, padece síndrome de enclaustramiento después de quedar paralizado en un accidente automovilístico. Capaz al principio de comunicarse solamente mediante pestañeos -una vez para "sí" y dos veces para "no"- gracias a la alta tecnología, el personaje en algún momento gana control no solamente sobre su propia mente, sino también sobre las ajenas.

#### Thérèse Raquin
En la novela de Émile Zola Thérèse Raquin, Thérèse Raquin y su segundo marido Laurent accidentalmente revelan a la tía de Thérèse, Madame Raquin (quien padece síndrome de enclaustramiento a causa de un ACV), que ellos han asesinado a Camille Raquin (el hijo de Madame Raquin). Un buen día, mientras algunos amigos la están visitando, Madame Raquin finalmente junta una enorme cantidad de fuerza para mover su dedo en una mesa, trazando palabras que revelan la obra de Thérèse y Laurent. Pero es interrumpida y sus palabras son malinterpretadas como "Thérèse y Laurent han cuidado bien de mí".

#### Enclaustrada
Sharon McCone, la protagonista de la novela de suspenso de Marcia Muller publicada en 2009 Enclaustrada, es la fundadora de una exitosa agencia de detectives de San Francisco. Cuando se hallaba regresando a su oficina tarde una noche, ella recibe un disparo en la cabeza. Ella se despierta en un hospital con la capacidad de mover solamente sus ojos, forzada a luchar para rehabilitarse mientras busca al atacante,

#### Johnny Got His Gun / Johnny cogió su fusil
Johnny Got His Gun / Johnny cogió su fusil es una novela escrita por el autor y guionista cinematográfico Dalton Trumbo y adaptada al cine. La novela describe a un joven soldado estadounidense que a causa de la explosión de un obús queda sin cara, sordo, mudo y ciego, además de perder ambos brazos y piernas, durante la Primera Guerra Mundial. La novela (y el filme que se rodó de ella) relatan, en efecto, como podría llegar a sentirse un ser humano al estar "completamente enclaustrado", un cerebro atrapado en su propio cuerpo, incomunicado, pero en este caso no se trata de una lesión cerebral y por tanto solo coincide en parte con el "síndrome de enclaustramiento", según la definición de la OMS.

### Casos en otros medios
La película Sublime (2007) cuenta la historia de George Grieves, un hombre que va al hospital para una revisión de rutina. Pero por una confusión debida a otro paciente con nombre similar, George es operado indebidamente. A partir de ese momento quedará atrapado en una aterradora pesadilla. En la serie House M.D., el capítulo 19 de la quinta temporada se narra desde la perspectiva de un enfermo que sufre síndrome de enclaustramiento y solo puede comunicarse con los ojos.

## Condiciones miméticas
El envenenamiento con curare mimetiza un síndrome de enclaustramiento total al causar parálisis de todos los músculos esqueléticos controlados voluntariamente. La musculatura respiratoria se halla también paralizada, pero la víctima puede ser mantenida con vida mediante respiración artificial, como por ejemplo la respiración boca a boca.
En un experimento de 27 voluntarios del ejército que fueron paralizados con curare, la respiración artificial logró mantener una saturación de oxígeno en sangre siempre mayor de 85 %, un nivel al cual no hay evidencia de estado alterado de conciencia. La respiración espontánea se recupera finalizada la duración de acción del curare, generalmente de entre media hora y ocho horas, dependiendo de la variedad de la toxina y de la dosis.